# Moritz Beck
Beck Moritz (Pápa, 1845. december 13/24.  – Bukarest, 1923. február 27.) magyarországi születésű romániai rabbi, történetíró és újságíró.

## Élete
Iskolaigazgatóként és rabbiként működött Bukarestben. Egyházi tevékenysége mellett szerkesztette a Revista Israelita című, román nyelven kéthavonta megjelenő folyóiratot. Egyéb műve: Vocabular analitic ebraico-românesc la Pentateuchul sau cele cinci cărți ale lui Moise (1882).